# Паркови природе Србије
У Србији постоји укупно 22 парка природе и три која су у поступку заштите — (Полој, Букински храстик и Мојстирско-драшке планине). Најмлађи парк природе је Велики Јастребац, проглашен 2024. године. У најстарије паркове природе на простору Србије, проглашене средином 1970-их убрајају се Панонија и Зобнатица. Сићевачка клисура проглашена је за парк природе 1977. године, а језеро Палић 1982. године.

## Списак паркова природе у Србији
Од 25 паркова природе (проглашених и оних у поступку заштите), највише их је Војводини (чак 17), затим следи Шумадија и западна Србија са пет, Јужна и источна Србија са два и Косово и Метохија са једним. У регији Града Београда не постоји ниједан парк природе.
| ИД   | Слика | Назив                                       | Општине/Градови                               | Рег.      | Локација                                                                   | Прогл. | Површ. (ha\|ac\|m2) | ИУЦН катег. | Напомена                     |
| ---- | ----- | ------------------------------------------- | --------------------------------------------- | --------- | -------------------------------------------------------------------------- | ------ | ------------------- | ----------- | ---------------------------- |
| ПП01 |       | Парк природе Панонија                       | Бачка Топола                                  | В         | 45° 45′ 37″ С; 19° 33′ 17″ И / 45.76034621° С; 19.55483692° И              | 1975.  | 0\|0\|0             | V           |                              |
| ПП02 |       | Парк природе Грмија                         | Приштина                                      | КМ        | 42° 40′ 18″ С; 21° 13′ 05″ И / 42.67174054° С; 21.21812335° И              | 1987.  | 1.167\|94\|28       | V           |                              |
| ПП03 |       | Парк природе Бегечка јама                   | Нови Сад                                      | В         | 45° 13′ 41″ С; 19° 34′ 17″ И / 45.22806253° С; 19.5714874° И               | 1999.  | 489\|50\|00         | V           |                              |
| ПП04 |       | Парк природе Сићевачка клисура              | Ниш, Бела Паланка                             | ЈИС       | 43° 18′ 47″ С; 22° 07′ 01″ И / 43.31297388° С; 22.1168627° И               | 1977.  | 7.746\|00\|00       | V           |                              |
| ПП05 |       | Парк природе Голија                         | Ивањица, Краљево, Рашка, Нови Пазар, Сјеница  | ШЗС       | 43° 23′ 08″ С; 20° 21′ 38″ И / 43.38547378° С; 20.36048492° И              | 2001.  | 75.183\|00\|00      | V           |                              |
| ПП06 |       | Парк природе Камараш                        | Кањижа                                        | В         | 46° 09′ 39″ С; 19° 59′ 19″ И / 46.16074767° С; 19.98863039° И              | 2005.  | 267\|96\|00         | V           |                              |
| ПП07 |       | Парк природе Шарган — Мокра Гора            | Ужице, Чајетина, Бајина Башта                 | ШЗС       | 43° 49′ 04″ С; 19° 29′ 20″ И / 43.81772961° С; 19.48889845° И              | 2005.  | 10.813\|73\|00      | V           |                              |
| ПП08 |       | Парк природе Јегричка                       | Бачка Паланка, Врбас, Темерин, Жабаљ          | В         | 45° 25′ 38″ С; 20° 00′ 02″ И / 45.42714936° С; 20.00047603° И              | 2005.  | 1.993\|19\|33       | V           |                              |
| ПП09 |       | Парк природе Стара Тиса код Бисерног острва | Нови Бечеј, Жабаљ, Бечеј                      | В         | 45° 31′ 40″ С; 20° 05′ 09″ И / 45.52788249° С; 20.08570117° И              | 2008.  | 959\|68\|93         | V           |                              |
| ПП10 |       | Парк природе Бељанска бара                  | Србобран, Бечеј                               | В         | 46° 04′ 51″ С; 19° 42′ 26″ И / 46.0808359° С; 19.70717243° И               | 2013.  | 173\|12\|11         | V           |                              |
| ПП11 |       | Парк природе Палић                          | Суботица                                      | В         | 46° 04′ 51″ С; 19° 42′ 26″ И / 46.0808359° С; 19.70717243° И               | 1982.  | 712\|36\|00         | V           |                              |
| ПП12 |       | Парк природе Русанда                        | Зрењанин, Нови Бечеј                          | В         | 45° 32′ 14″ С; 20° 14′ 45″ И / 45.53727533° С; 20.24572303° И              | 2014.  | 1.159\|97\|89       | V           |                              |
| ПП13 |       | Парк природе Поњавица                       | Панчево                                       | В         | 44° 44′ 14″ С; 20° 46′ 07″ И / 44.73710809° С; 20.76870474° И              | 1995.  | 302\|95\|53         | V           |                              |
| ПП14 |       | Парк природе Тиквара                        | Бачка Паланка                                 | В         | 45° 14′ 27″ С; 19° 21′ 33″ И / 45.24076269° С; 19.35927302° И              | 1997.  | 554\|52\|00         | V           |                              |
| ПП15 |       | Парк природе Радан                          | Куршумлија, Бојник, Лебане, Прокупље, Медвеђа | ЈИС       | 43° 01′ 34″ С; 21° 25′ 00″ И / 43.02600755° С; 21.41679461° И              | 2017.  | 43.512\|72\|00      | V           |                              |
| ПП16 |       | Парк природе Златибор                       | Чајетина, Нова Варош, Ужице, Прибој           | ШЗС       | 43° 41′ 09″ С; 19° 41′ 15″ И / 43.68587189° С; 19.68754823° И              | 2017.  | 41.923\|26\|00      | V           |                              |
| ПП17 |       | Парк природе Бачкотополске долине           | Бачка Топола                                  | В         | 45° 52′ 10″ С; 19° 37′ 02″ И / 45.86936904° С; 19.6172672° И               | 2017.  | 522\|52\|00         | V           |                              |
| ПП18 |       | Парк природе Мртваје горњег Потисја         | Чока, Кикинда, Сента                          | В         | 45° 57′ 32″ С; 20° 05′ 55″ И / 45.95899529° С; 20.0986691° И               | 2023.  | 304\|77\|45         | V           |                              |
| ПП19 |       | Парк природе Слатине у долини Златице       | Чока, Кикинда                                 | В         | 45° 53′ 48″ С; 20° 13′ 01″ И / 45.8967173° С; 20.21689297° И               | 2023.  | 3.640\|60\|29       | V           |                              |
| ПП20 |       | Парк природе Мали Босут                     | Шид                                           | В         | 45° 03′ 19″ С; 19° 07′ 38″ И / 45.055175° С; 19.127151° И                  | 2024.  | 282\|34\|00         | V           |                              |
| ПП21 |       | Парк природе Полој                          | Беочин, Бачка Паланка, Нови Сад               | В         | 45° 13′ 13″ С; 19° 44′ 46″ И / 45.22019243° С; 19.74620762° И              |        | 2.064\|87\|68       | V           | у поступку заштите           |
| ПП22 |       | Парк природе Букински храстик               | Бачка Паланка                                 | В         | 45° 16′ 28″ С; 19° 18′ 32″ И / 45.27433411° С; 19.309013° И                |        | 304\|98\|00         | V           | у поступку заштите           |
| ПП23 |       | Парк природе Зобнатица                      | Бачка Топола                                  | В         | 45° 50′ 20″ С; 19° 38′ 00″ И / 45.838936° С; 19.633405° И                  | 1976.  | 30\|08\|00          | IV          | у оквиру ПП Бачкотоп. долине |
| ПП24 |       | Парк природе Велики Јастребац               | Крушевац, Прокупље, Блаце, Алексинац          | ШЗС и ЈИС | 43° 24′ 10″ С; 21° 25′ 14″ И / 43.40284572849094° С; 21.420681357444607° И | 2024.  | 39.175\|76\|29      | IV          |                              |
| ПП25 |       | Парк природе Доња Мостонга                  | Бач, Оџаци                                    | В         | 45° 26′ 09″ С; 19° 12′ 09″ И / 45.435803° С; 19.202430° И                  |        | 3.190\|19\|00       | V           | у поступку заштите           |

## Галерија
- Голија
- Златибор
- Сићевачка клисура
- Стара планина
- Росомачки лонци, Стара планина